# Proclinopyga fistulator
Proclinopyga fistulator är en tvåvingeart som beskrevs av Axel Leonard Melander 1927. Proclinopyga fistulator ingår i släktet Proclinopyga och familjen dansflugor.
Artens utbredningsområde är Québec. Inga underarter finns listade i Catalogue of Life.